# Penstemon thurberi
Espèce
Penstemon thurberi  est une espèce de plantes de la famille des Plantaginacées, originaire d'Amérique du Nord. Elle est connue sous le nom de  Thurber’s Beardtongue ou  Sand Beardtongue en anglais.

## Description
Cette espèce est pérenne et peut atteindre 80cm de hauteur. Les fleurs sont généralement de couleur lavande. Cette plante est nommée d’après George Thurber.